# Le Mulâtre
Le Mulâtre est une nouvelle de l'écrivain noir américain Victor Séjour. C'est le plus ancien ouvrage de fiction connu d'un auteur afro-américain. Écrite en français, cette nouvelle a paru dans la Revue des Colonies, en mars 1837.

## Sources
- (en) Cet article est partiellement ou en totalité issu de l’article de Wikipédia en anglais intitulé « Le Mulâtre » (voir la liste des auteurs).